# Weißenburger Stadtwald
Der Weißenburger Stadtwald, auch Weißenburger Wald genannt, ist der Stadtwald von Weißenburg in Bayern, einer Großen Kreisstadt im mittelfränkischen Landkreis Weißenburg-Gunzenhausen. Er ist 2806 Hektar groß; davon sind 2579 ha Waldfläche.
Das Waldgebiet ist ein Mischwald mit großem Fichten- und Buchenbestand und Erholungs- und Wandergebiet. Es wurde 1338 von Ludwig dem Bayern der Reichsstadt Weißenburg geschenkt, weswegen er auch als Ludwigswald bezeichnet wird. In Teilen des Waldes liegen Marmor-Steinbrüche.

## Geographie

### Lage
Der Weißenburger Stadtwald liegt vollständig im Naturpark Altmühltal. Er erstreckt sich südöstlich der Weißenburger Kernstadt entlang der Albtrauf der Weißenburger Alb, einem Höhenzug der Fränkischen Alb. Der Wald reicht im Westen bis an die Weißenburger Bucht und an die Senke der Schwäbischen Rezat, im Süden und Osten bis an das Tal der Schambach und an das Laubental; letzteres Tal liegt im Osten am Übergang zu den Waldgebieten Raitenbucher Forst und Wildhau.
Die Bebauung der Stadt Weißenburg reicht im Norden bis an den Wald. An dessen Nordrand liegen Schleifer am Berg und Oberhochstatt, am Südrand Laubenthal, Suffersheim, Stadelhof sowie die Rodungssiedlungen Haardt und Heuberg. Das Waldgebiet breitet sich vollständig auf Territorium Weißenburgs aus, im Süden grenzt es an das Gemeindegebiet der Stadt Pappenheim, im Osten an die Gemeindegebiete von Burgsalach und Raitenbuch.
Inmitten des Waldes schneiden sich nordöstlich von Haardt der 11. Längengrad und der 49. Breitengrad. 
Hindurch verläuft als Teil der Europäischen Hauptwasserscheide die Rhein-Donau-Wasserscheide.

### Naturräumliche Zuordnung
Der Weißenburger Stadtwald gehört in der naturräumlichen Haupteinheitengruppe Fränkische Alb (Nr. 08), in der Haupteinheit Südliche Frankenalb (082) und in der Untereinheit Altmühlalb (082.2) zum Naturraum Weißenburger Alb (082.26). Seine Landschaft fällt nach Norden und Nordwesten in den Naturraum Vorland der Weißenburger Alb (110.32) ab, die in der Haupteinheitengruppe Fränkischen Keuper-Lias-Land (11) und in der Haupteinheit Vorland der Südlichen Frankenalb (110) zur Untereinheit Weißenburger Bucht (110.3) zählt.

### Erhebungen
Zu den Erhebungen des Weißenburger Stadtwaldes gehören – sortiert nach Höhe in Meter (m) über Normalhöhennull (NHN): der Steinberg (624,7 m), Auf der Ebene (624,2 m) mit der Nebenkuppe Schroppenwinkel (611,4 m), der Eichelberg (615,5 m), die Steinplatte (577,3 m) und der Laubbuck (568,8 m). Am Nordrand des Waldes liegen der Laubbichel (635,7 m) und der Wülzburger Berg (620 m) mit der Festung Wülzburg.

## Geschichte
Der 1338 von Ludwig dem Bayern wohl als Entschädigung für die vorangegangenen Verpfändungen in den Jahren 1315, 1325 und 1330 geschenkte Weißenburger Stadtwald vergrößerte sich 1350 durch eine weitere Waldschenkung durch Karl IV. als Grundlage der Nutzung der Distrikte Laubenbuch und Segel. Der Wald bildete den wichtigsten wirtschaftlichen Faktor der Stadt. Zwischen 1816 und 1827 versuchte die Bürgerschaft das Waldgebiet unter sich aufzuteilen. 1821 überließ König Maximilian I. Joseph den gesamten Wald der Stadt. 1834 und dann im Zuge der Gemeindegebietsreform zwischen 1972 und 1978 wurde die Waldfläche im städtischen Besitz vergrößert. 1995 erwarb die Stadt etwa 50 Hektar aus bäuerlichem Besitz.

## Natur

### Klima und Flora
Die Jahresdurchschnittstemperatur beträgt im Weißenburger Stadtwald 7 °C; der Jahresniederschlag 750 Millimeter. Etwa die Hälfte aller Baumarten sind Fichten, rund ein Drittel Buchen. Im Wald befinden sich Magerrasenflächen.

### Schutzgebiete und Naturdenkmäler
Im Weißenburger Stadtwald liegen Teil des Landschaftsschutzgebiets Schutzzone im Naturpark Altmühltal (CDDA-Nr. 396115; 1995 ausgewiesen; rund 1630 km² groß). Im Norden befinden sich Teile des Fauna-Flora-Habitat-Gebiets Fledermauswinterquartiere in der südlichen Frankenalb (FFH-Nr. 6932-371; 7,97 ha) und im Süden liegt das FFH-Gebiet Schambachtal mit Seitentälern (FFH-Nr. 7031-373; 2,0738 km²).
Im Wald liegen mehrere als Naturdenkmal (ND) ausgewiesene Objekte; dazu gehören: das ND Steinbrüchlein (am Schroppenwinkel), das ND Hohe Tanne (nordöstlich von Haardt) und das ND Dachsbaufelsen (südöstlich von Dettenheim).

## Verschiedenes
Im Weißenburger Stadtwald liegen mehrere Steinbrüche, zum Beispiel am Steinberg, in denen Jura-Marmor abgebaut wird.
Am Nordrand des Waldes befindet sich das Bergwaldtheater Weißenburg.
Im Wald liegen mehrere Grabhügel aus unterschiedlichen Epochen.
Im Wald liegt die Kriegergedächtnisstätte Weißenburg. 
Im Südwesten befinden sich Schanzen der Weißenburger Linie.

## Verkehr und Wandern
Während früher eine Römerstraße durch den Weißenburger Stadtwald führte, ist er aktuell von zahlreichen Straßen und Wegen durchzogen: Von Nordwesten nach Südosten teilt die Bundesstraße 13 (Weißenburg–Laubenthal–Rothenstein) das Waldgebiet. Am Nordrand verläuft die Staatsstraße 2228 (Weißenburg–Oberhochstatt). Im Süden begrenzt die Staatsstraße 2216 (Schambach–Suffersheim) das Gebiet. Im Südosten des Wald verläuft die Kreisstraße WUG 12 (B 13–Suffersheim). Westlich vorbei führt die Bundesstraße 2 (Schambach–Dettenheim–Weißenburg). Zu den Nebenstraßen im Wald gehören in Nordnordwest-Südsüdost-Richtung verlaufend die Straße Weißenburg–Haardt-Suffersheim und in West-Ost-Richtung angelegt die an der B 2 beginnende Straße Dettenheim–Haardt. Durch das Waldgebiet führen etliche Fuß- und Radwanderwege, darunter der Main-Donau-Weg und der Frankenweg.